# استان‌های ویتنام

کشور ویتنام از ۵۸ استان تشکیل شده است که این استان‌ها به هشت ناحیه تقسیم شده‌اند
استان‌ها عبارتند از:
| استان/شهر              | مرکز              | مساحت (km²) | جمعیت     | تراکم جمعیت(/km²) | % Urban |                 |
| ---------------------- | ----------------- | ----------- | --------- | ----------------- | ------- | --------------- |
| هانوی (شهر)            | ----              | ۳٬۱۱۹٫۰     | ۶٬۴۵۱٬۹۰۹ | ۲٬۰۶۸٫۶           | ۴۱٫۰    | دلتای رود قرمز  |
| استان ها گیانگ         | ها گیانگ          | ۷٬۹۴۵٫۸     | ۷۲۴٬۵۳۷   | ۹۱٫۲              | ۱۱٫۶    | شمال شرقی       |
| استان کائو بانگ        | کائو بانگ         | ۶٬۷۲۴٫۶     | ۵۰۷٬۱۸۳   | ۷۵٫۴              | ۱۶٫۹    | شمال شرقی       |
| استان باک کان          | باک کان           | ۴٬۸۶۸٫۴     | ۲۹۳٬۸۲۶   | ۶۰٫۴              | ۱۶٫۱    | شمال شرقی       |
| استان توین کوانگ       | توین کوانگ        | ۵٬۸۷۰٫۴     | ۷۲۴٬۸۲۱   | ۱۲۳٫۵             | ۱۳٫۰    | شمال شرقی       |
| استان لائو کای         | لائو کای          | ۶٬۳۸۳٫۹     | ۶۱۴٬۵۹۵   | ۹۶٫۳              | ۲۱٫۰    | شمال شرقی       |
| استان دین‌بین           | دین‌بین‌فو          | ۹٬۵۶۲٫۵     | ۴۹۰٬۳۰۶   | ۵۱٫۳              | ۱۵٫۰    | شمال غربی       |
| استان لای چو           | لای چو            | ۹٬۱۱۲٫۳     | ۳۷۰٬۵۰۲   | ۴۰٫۷              | ۱۴٫۲    | شمال غربی       |
| استان سون لا           | سون لا            | ۱۴٬۱۷۴٫۴    | ۱٬۰۷۶٬۰۵۵ | ۷۵٫۹              | ۱۳٫۸    | شمال غربی       |
| استان ین بای           | ین بای            | ۶٬۸۹۹٫۵     | ۷۴۰٬۳۹۷   | ۱۰۷٫۳             | ۱۸٫۸    | شمال شرقی       |
| استان هوا بین          | هوا بین           | ۴٬۶۸۴٫۲     | ۷۸۵٬۲۱۷   | ۱۶۷٫۶             | ۱۵٫۰    | شمال غربی       |
| استان تای نگوین        | تای نگوین         | ۳٬۵۴۶٫۶     | ۱٬۱۲۳٬۱۱۶ | ۳۱۶٫۷             | ۲۵٫۶    | شمال شرقی       |
| استان لانگ سون         | لانگ سون          | ۸٬۳۳۱٫۲     | ۷۳۲٬۵۱۵   | ۸۷٫۹              | ۱۹٫۲    | شمال شرقی       |
| استان کوانگ نین        | ها لونگ           | ۶٬۰۹۹٫۰     | ۱٬۱۴۴٬۹۸۸ | ۱۸۷٫۷             | ۵۱٫۹    | شمال شرقی       |
| استان باک گیانگ        | باک گیانگ         | ۳٬۸۲۷٫۴     | ۱٬۵۵۴٬۱۳۱ | ۴۰۶٫۱             | ۹٫۴     | شمال شرقی       |
| استان فو تو            | ویت تری           | ۳٬۵۲۸٫۴     | ۱٬۳۱۶٬۳۸۹ | ۳۷۳٫۱             | ۱۵٫۸    | شمال شرقی       |
| استان وین فوک          | وین ین            | ۱٬۳۷۳٫۲     | ۹۹۹٬۷۸۶   | ۷۲۸٫۱             | ۲۲٫۴    | دلتای رود قرمز  |
| استان باک نین          | باک نین           | ۸۲۳٫۱       | ۱٬۰۲۴٬۴۷۲ | ۱٬۲۴۴٫۷           | ۲۳٫۵    | دلتای رود قرمز  |
| استان های دونگ         | های دونگ          | ۱٬۶۵۲٫۸     | ۱٬۷۰۵٬۰۵۹ | ۱٬۰۳۱٫۶           | ۱۹٫۰    | دلتای رود قرمز  |
| هایفونگ (شهر)          | ----              | ۱٬۵۲۰٫۷     | ۱٬۸۳۷٬۱۷۳ | ۱٬۲۰۸٫۱           | ۴۶٫۱    | دلتای رود قرمز  |
| استان هونگ ین          | هونگ ین           | ۹۲۳٫۵       | ۱٬۱۲۷٬۹۰۳ | ۱٬۲۲۱٫۳           | ۱۲٫۱    | دلتای رود قرمز  |
| استان تای بین          | تای بین           | ۱٬۵۴۶٫۵     | ۱٬۷۸۱٬۸۴۲ | ۱٬۱۵۲٫۱           | ۹٫۷     | دلتای رود قرمز  |
| استان ها نام           | فو لی             | ۸۵۹٫۷       | ۷۸۴٬۰۴۵   | ۹۱۲٫۰             | ۹٫۵     | دلتای رود قرمز  |
| استان نام دین          | نام دین           | ۱٬۶۵۰٫۸     | ۱٬۸۲۸٬۱۱۱ | ۱٬۱۰۷٫۴           | ۱۷٫۶    | دلتای رود قرمز  |
| استان نین بین          | هوآ لو            | ۱٬۳۹۲٫۴     | ۸۹۸٬۹۹۹   | ۶۴۵٫۶             | ۱۷٫۹    | دلتای رود قرمز  |
| استان تان هوا          | تان هوا           | ۱۱٬۱۳۶٫۳    | ۳٬۴۰۰٬۵۹۵ | ۳۰۵٫۴             | ۱۰٫۴    | شمال ساحل مرکزی |
| استان نه آن            | وین               | ۱۶٬۴۹۸٫۵    | ۲٬۹۱۲٬۰۴۱ | ۱۷۶٫۵             | ۱۲٫۹    | شمال ساحل مرکزی |
| استان ها تین           | ها تین            | ۶٬۰۲۶٫۵     | ۱٬۲۲۷٬۰۳۸ | ۲۰۳٫۶             | ۱۴٫۹    | شمال ساحل مرکزی |
| استان کوانگ‌بن          | دونگ هوی          | ۸٬۰۶۵٫۳     | ۸۴۴٬۸۹۳   | ۱۰۴٫۸             | ۱۵٫۰    | شمال ساحل مرکزی |
| استان کوانگ تری        | دونگ ها           | ۴٬۷۶۰٫۱     | ۵۹۸٬۳۲۴   | ۱۲۵٫۷             | ۲۷٫۴    | شمال ساحل مرکزی |
| استان توا تین–هوئه     | هوئه              | ۵٬۰۶۵٫۳     | ۱٬۰۸۷٬۴۲۰ | ۲۱۴٫۷             | ۳۶٫۰    | شمال ساحل مرکزی |
| دانانگ (شهر)           | ----              | ۱٬۲۵۷٫۳     | ۸۸۷٬۴۳۵   | ۷۰۵٫۸             | ۸۶٫۹    | جنوب ساحل مرکزی |
| استان کوانگ نام        | تام کی            | ۱۰٬۴۳۸٫۳    | ۱٬۴۲۲٬۳۱۹ | ۱۳۶٫۳             | ۱۸٫۶    | جنوب ساحل مرکزی |
| استان کوانگ نگای       | کوانگ نگای        | ۵٬۱۵۲٫۷     | ۱٬۲۱۶٬۷۷۳ | ۲۳۶٫۱             | ۱۴٫۶    | جنوب ساحل مرکزی |
| استان بین دین          | کوی نون           | ۶٬۰۳۹٫۶     | ۱٬۴۸۶٬۴۶۵ | ۲۴۶٫۱             | ۲۷٫۷    | جنوب ساحل مرکزی |
| استان فو ین            | توی هوآ           | ۵٬۰۶۰٫۶     | ۸۶۲٬۲۳۱   | ۱۷۰٫۴             | ۲۱٫۸    | جنوب ساحل مرکزی |
| استان خانح هوآ         | نها ترنگ          | ۵٬۲۱۷٫۶     | ۱٬۱۵۷٬۶۰۴ | ۲۲۱٫۹             | ۳۹٫۹    | جنوب ساحل مرکزی |
| استان نین توان         | پانگ رانگ–تاپ چام | ۳٬۳۶۳٫۱     | ۵۶۴٬۹۹۳   | ۱۶۸٫۰             | ۳۶٫۱    | جنوب ساحل مرکزی |
| استان بین توآن         | فان تیئت          | ۷٬۸۳۶٫۹     | ۱٬۱۶۷٬۰۲۳ | ۱۴۸٫۹             | ۳۹٫۳    | جنوب ساحل مرکزی |
| استان کون توم          | کون توم           | ۹٬۶۹۰٫۵     | ۴۳۰٬۱۳۳   | ۴۴٫۴              | ۳۳٫۵    | بلندی‌های مرکزی  |
| استان گیا لای          | پلیکو             | ۱۵٬۵۳۶٫۹    | ۱٬۲۷۴٬۴۱۲ | ۸۲٫۰              | ۲۸٫۶    | بلندی‌های مرکزی  |
| استان داک لاک          | بون ما توت        | ۱۳٬۱۳۹٫۲    | ۱٬۷۳۳٬۶۲۴ | ۱۳۱٫۹             | ۲۴٫۰    | بلندی‌های مرکزی  |
| استان داک نونگ         | گیا نیا           | ۶٬۵۱۶٫۹     | ۴۸۹٬۳۸۲   | ۷۵٫۱              | ۱۴٫۷    | بلندی‌های مرکزی  |
| استان لام دونگ         | دا لات            | ۹٬۷۷۶٫۱     | ۱٬۱۸۷٬۵۷۴ | ۱۲۱٫۵             | ۳۷٫۸    | بلندی‌های مرکزی  |
| استان بین فوک          | دونگ سوای         | ۶٬۸۸۳٫۴     | ۸۷۳٬۵۹۸   | ۱۲۶٫۹             | ۱۶٫۵    | جنوب شرقی       |
| استان تای نین          | تای نین           | ۴٬۰۳۵٫۹     | ۱٬۰۶۶٬۵۱۳ | ۲۶۴٫۳             | ۱۵٫۶    | جنوب شرقی       |
| استان بین دونگ         | تو دائو موت       | ۲٬۶۹۶٫۲     | ۱٬۴۸۱٬۵۵۰ | ۵۴۹٫۵             | ۲۹٫۹    | جنوب شرقی       |
| استان دونگ نای         | بین هوا           | ۵٬۹۰۳٫۹     | ۲٬۴۸۶٬۱۵۴ | ۴۲۱٫۱             | ۳۳٫۲    | جنوب شرقی       |
| استان با ریا-وونگ تائو | وونگ تائو         | ۱٬۹۸۹٫۶     | ۹۹۶٬۶۸۲   | ۵۰۰٫۹             | ۴۹٫۹    | جنوب شرقی       |
| هوشی‌مین                | ----              | ۲٬۰۹۵٫۱     | ۷٬۱۶۲٬۸۶۴ | ۳٬۴۱۸٫۹           | ۸۳٫۳    | جنوب شرقی       |
| استان لونگ آن          | تان آن، لنگ آن    | ۴٬۴۹۳٫۸     | ۱٬۴۳۶٬۰۶۶ | ۳۱۹٫۶             | ۱۷٫۴    | دلتای رود مکونگ |
| استان تین گیانگ        | می تو             | ۲٬۴۸۴٫۲     | ۱٬۶۷۲٬۲۷۱ | ۶۷۳٫۲             | ۱۳٫۷    | دلتای رود مکونگ |
| استان بن تر            | بن‌تره             | ۲٬۳۶۰٫۲     | ۱٬۲۵۵٬۹۴۶ | ۵۳۲٫۱             | ۹٫۹     | دلتای رود مکونگ |
| استان ترا وین          | ترا وین           | ۲٬۲۹۵٫۱     | ۱٬۰۰۳٬۰۱۲ | ۴۳۷٫۰             | ۱۵٫۳    | دلتای رود مکونگ |
| استان وین لونگ         | وین لونگ          | ۱٬۴۷۹٫۱     | ۱٬۰۲۴٬۷۰۷ | ۶۹۲٫۸             | ۱۵٫۳    | دلتای رود مکونگ |
| استان دونگ تاپ         | کائو لان          | ۳٬۳۷۶٫۴     | ۱٬۶۶۶٬۴۶۷ | ۴۹۳٫۹             | ۱۷٫۸    | دلتای رود مکونگ |
| استان ان گینگ          | لونگ سوین         | ۳٬۵۳۶٫۸     | ۲٬۱۴۲٬۷۰۹ | ۶۰۵٫۸             | ۲۸٫۴    | دلتای رود مکونگ |
| استان کیئن‌جانگ         | ژاچ‌جا             | ۶٬۳۴۸٫۳     | ۱٬۶۸۸٬۲۴۸ | ۲۶۵٫۹             | ۲۷٫۰    | دلتای رود مکونگ |
| کان‌تو (شهر)            | ----              | ۱٬۴۰۱٫۶     | ۱٬۱۸۸٬۴۳۵ | ۸۴۷٫۹             | ۶۵٫۹    | دلتای رود مکونگ |
| استان هاوجانگ          | وی‌تان             | ۱٬۶۰۱٫۱     | ۷۵۷٬۳۰۰   | ۴۷۳٫۰             | ۱۹٫۶    | دلتای رود مکونگ |
| استان سوک‌چانگ          | سوک‌چانگ           | ۳٬۳۱۲٫۳     | ۱٬۲۹۲٬۸۵۳ | ۳۹۰٫۳             | ۱۹٫۴    | دلتای رود مکونگ |
| استان باک‌لیئو          | باک‌لیئو           | ۲٬۵۸۴٫۱     | ۸۵۶٬۵۱۸   | ۳۳۱٫۵             | ۲۶٫۱    | دلتای رود مکونگ |
| استان کاماو            | کاماو             | ۵٬۳۳۱٫۷     | ۱٬۲۰۶٬۹۳۸ | ۲۲۶٫۴             | ۲۰٫۴    | دلتای رود مکونگ |